# Mini Tour
Mini Tour — концертный тур рок-музыканта Дэвида Боуи, включавший выступление музыканта на фестивале в Гластонбери 25 июня 2000 года и концерт в лондонском BBC Radio Theatre (BBC Broadcasting House), 27 июня. Некоторые эксперты расценивают его как часть Hours Tour.
Концертная запись, сделанная 27 июня 2000 года для BBC, была выпущена на бонусном-диске альбома Bowie at the Beeb (2000). Полная версия шоу в Гластонбери была выпущена 30 ноября 2018 года под названием Glastonbury 2000.

## Список композиций
Этот список даёт представление о среднестатистическом сет-листе турне. В качестве примера взята концертная программа шоу в Гластонбери (25 июня 2000 года).
1. «Wild Is the Wind»
2. «China Girl»
3. «Changes»
4. «Stay»
5. «Life on Mars?»
6. «Absolute Beginners»
7. «Ashes to Ashes»
8. «Rebel Rebel»
9. «Little Wonder»
10. «Golden Years»
11. «Fame»
12. «All the Young Dudes»
13. «The Man Who Sold the World»
14. «Station to Station»
15. «Starman»
16. «Hallo Spaceboy»
17. «Under Pressure»

На бис:
1. «Ziggy Stardust»
2. «Heroes»
3. «Let’s Dance»
4. «I’m Afraid of Americans»

## Участвующие музыканты
- Дэвид Боуи — вокал, акустическая гитара, губная гармошка
- Эрл Слик — соло-гитара
- Марк Плати[англ.] — ритм-гитара, акустическая гитара, бас-гитара, бэк-вокал
- Гейл Энн Дорси[англ.] — бас-гитара, ритм-гитара, кларнет, вокал
- Стерлинг Кэмпбелл — барабаны, перкуссия
- Майк Гарсон — клавишные, фортепиано
- Холли Палмер[англ.] — перкуссия, вокал
- Эмм Гринер[англ.] — клавишные, кларнет, вокал

## Расписание концертов
| Дата             | Город            | Страна            | Место                | Посещаемость     |
| Северная Америка | Северная Америка | Северная Америка  | Северная Америка     | Северная Америка |
| ---------------- | ---------------- | ----------------- | -------------------- | ---------------- |
| 16 июня 2000     | Нью-Йорк         | Соединённые Штаты | Roseland Ballroom    | 7,000            |
| 19 июня 2000     | Нью-Йорк         | Соединённые Штаты | Roseland Ballroom    | 7,000            |
| Европа           |                  |                   |                      |                  |
| 25 июня 2000     | Пилтон           | Англия            | Glastonbury Festival | 250,000          |
| 27 июня 2000     | Лондон           | Англия            | BBC Radio Theatre    | 2,500            |

## Звучащие в турне песни
| Из альбома The Man Who Sold the World - «The Man Who Sold the World» Из альбома Hunky Dory - «Changes» - «Life on Mars?» Из альбома The Rise and Fall of Ziggy Stardust and the Spiders from Mars - «Starman» - «Ziggy Stardust» Из альбома Aladdin Sane - «Cracked Actor» - «The Jean Genie» Из альбома Diamond Dogs - «Rebel Rebel» Из альбома Young Americans - «Fame» (Дэвид Боуи, Джон Леннон, Карлос Аломар) Из альбома Station to Station - «Station to Station» - «Golden Years» - «Stay» - «Wild Is the Wind» (оригинальная версия была выпущена на сингле Джонни Мэтиса, входила в саундтрек одноимённого фильма (1957); авторы: Дмитрий Тёмкин и Нед Вашингтон) Из альбома Low - «Always Crashing in the Same Car» Из альбома «Heroes» - «„Heroes“» (Боуи, Брайан Ино) | Из альбома Scary Monsters (and Super Creeps) - «Ashes to Ashes» Из альбома Let’s Dance - «China Girl» (оригинальная версия выпущена в альбоме The Idiot (1977) Игги Попа; авторы: Игги Поп и Дэвид Боуи) - «Let’s Dance» Из альбома Outside - «Hallo Spaceboy» (Боуи, Ино) Из альбома Earthling - «Little Wonder» (Боуи, Гэбрелс Ривз, Марк Плати) - «I’m Afraid of Americans» (Боуи, Ино) Из альбома ‘hours…’ - «Survive» (Боуи, Гэбрелс) - «Seven» (Боуи, Гэбрелс) - «Thursday’s Child» (Боуи, Гэбрелс) - «The Pretty Things Are Going to Hell» (Боуи, Гэбрелс) Прочие песни: - «Absolute Beginners» (оригинальная версия выпущена как часть саундтрека фильма Absolute Beginners (1986); автор и композитор: Дэвид Боуи) - «All the Young Dudes» (из альбома All the Young Dudes (1972) группы Mott the Hoople; автор и композитор: Дэвид Боуи) - «I Dig Everything» (внеальбомный сингл выпущенный в 1966 году) - «Love Me Do» (в составе песни «The Jean Genie») (оригинальная версия выпущена на альбоме Please Please Me (1963) The Beatles; авторы Леннон — Маккартни) - «The London Boys» (би-сайд к внеальбомному синглу «Rubber Band», выпущенному в 1966 году) - «This Is Not America» (совместный сингл Дэвида Боуи и группы Pat Metheny Group, оригинальная версия выпускалась как часть саундтрека фильма The Falcon and the Snowman; авторы: Боуи, Пат Метени и Лайл Мэйс) - «Under Pressure» (оригинальная версия выпущена на сингле (1981) Дэвида Боуи и группы Queen, годом позже песня выпущена в альбоме Hot Space; авторы: Боуи, Джон Дикон, Брайан Мэй, Фредди Меркьюри, Роджер Тейлор) |